# قشر (قهوة)
القِشر هو مشروب ساخن عربي يمني مصنوع من قشور نبات البن يضاف إليها الزنجبيل،  وأحيانًا القرفة. يشرب في العادة كبديل للبن لأنه لا يحتاج إلى التحميص.

## التاريخ
وصلت القهوة إلى اليمن عبر البحر الأحمر إذ انتقلت زراعة البن من إثيوبيا إلى اليمن في وقت مبكر، وكان علي عمر الشاذلي هو أول من جلب البن إلى اليمن وأعد منه مشروب القهوة، أما أول من زرع البن في اليمن فهو جمال الدين الذبحاني، وذلك بحسب ما ذكر في كتاب (عمدة الصفوة في حل القهوة) للحنبلي، وأول من اعتمدها كمشروب اجتماعي وفق عادة منتظمة هم متصوفو اليمن، وقد استخدموها كمنبه ومنشط لإعانتهم على السهر وإقامة صلوات الليل.
القِشر هو الغلاف الخارجي لثمرة شجرة البن (قِشرة البن) وهي تشكل نسبة 2% تقريباً من وزن ثمرة البن، ومنذ القدم، لم يُصَدّره اليمنيون، بل يستهلكونه محلياً من خلال “قهوة القِشر”.
في العام 1877، وأثناء زيارته لليمن، والتي كانت تسمى العربية السعيدة، لفتت قهوة “القشر” انتباه الرحالة الإيطالي، رينزو مانزوني. ويذكر مانزوني في كتابه [اليمن رحلة إلى العربية السعيدة] سنة 1884: «لا يستهلك اليمنيون القهوة كما يُعتقد عادة! بل يبيعون حبوب البُن، ويستهلكون قشرتها فقط، ويسمونها قهوة القِشر».

## فهرس
- فيلبي، إتش سانت جي بي (هاري سانت جون بريدجر)، ١٨٨٥-١٩٦٠. المرتفعات العربية. إيثاكا: تم النشر في معهد الشرق الأوسط، واشنطن العاصمة [بقلم] مطبعة جامعة كورنيل، [1952]. المواضيع: شبه الجزيرة العربية - الوصف والسفر. 771 ص. : illus. خرائط (طي جزئي، 1 في الجيب). رقم OCLC : 01083943. صفحة 687.